# 纳沙泰尔湖

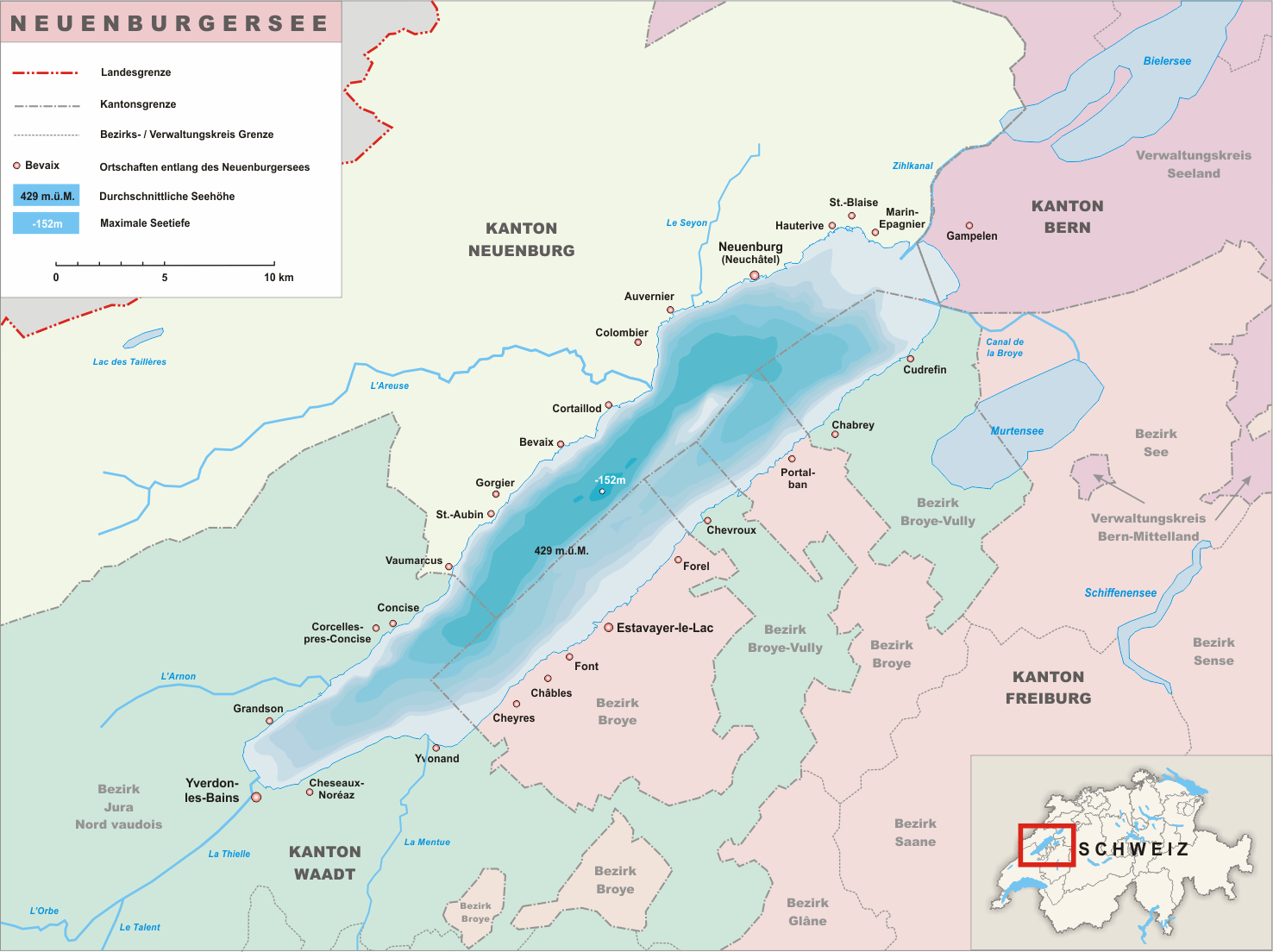
纳沙泰尔湖地图

纳沙泰尔湖（法語：Lac de Neuchâtel）是瑞士西部（法语区）的一个湖泊，主要位于纳沙泰尔州境内。
纳沙泰尔湖面积218.3 km²，是完全位于瑞士境内的最大的湖泊，因为比它更大的日内瓦湖与法国共享，而博登湖与德国及奥地利共享。纳沙泰尔湖的地理坐标为 46°54′N 6°51′E / 46.900°N 6.850°E。它长38.3 km，但是宽度不足8.2 km。湖面海拔高度为429米，最大水深达152米。总水量为13.77 km³。 